# Abbie Trayler-Smith
Pour les articles homonymes, voir Smith.
Abbie Trayler-Smith est une photographe documentaire et portraitiste britannique née en 1977 au Pays de Galles.

## Biographie

### Jeunesse et études
Abbie Trayler-Smith naît en 1977 au Pays de Galles,. Elle est diplômée en droit du King's College de Londres où elle se passionne pour la photographie en participant au journal de l'université.

### Carrière professionnelle
Elle commence sa carrière en 1998 au Daily Telegraph. Pendant huit ans, elle couvre l'actualité pour le quotidien londonien et réalise des reportages à l’étranger, notamment la guerre d'Irak, la crise du Darfour et le tsunami en Asie[réf. nécessaire].
Elle devient indépendante en 2007 et rejoint l'agence Panos Pictures,.
Elle est membre depuis 2013 du collectif gallois de photographie A Fine Beginning.
En octobre 2019, Abbie Trayler-Smith participe avec Chris de Bode et Nora Lorek à l’exposition Free From Hunger (Libérés de la faim) produite par l'organisation caritative internationale Concern Worldwide et Panos Pictures. Leurs photos sont présentées en plein air à More London. Elle y met en lumière la malnutrition au Soudan du Sud. 

#### Still Human Still Here
Pour Still Human Still Here (Toujours humain toujours ici), son premier projet personnel majeur réalisé en 2009, elle photographie la vie des demandeurs d'asile déboutés dont les demandes d'asile ont été rejetées par le gouvernement britannique. Ses photos sont présentées à la Host Gallery and St Martins-in-the-Field de Londres.

#### Women in War: Life After Isis(Les femmes dans la guerre: la vie après Isis).
En 2016, Abbie Trayler-Smith se rend à Mossoul en Irak pour l'ONG Oxfam afin de documenter les expériences des femmes soumises à l'emprise de l'État islamique en Irak et en Syrie. La ville est reprise par l'armée irakienne et les forces kurdes Peshmerga, soutenues par les États-Unis,. Elle photographie et interviewe des femmes à différents stades de la reconstruction de leur vie, accompagnant parfois leur retour au village. L'une de ses images, intitulée Fuir Mossoul, est finaliste du prix du portrait photographique Taylor Wessing 2017. 

#### The Big O
À 33 ans, Abbie Trayler-Smith est bouleversée par le discours de Shannon, une jeune fille de 14 ans en surpoids, à l’occasion d’une conférence sur les services de santé et les adolescents. Le prononçant sous forme de poème, elle y implore son auditoire de la comprendre et non de la juger. Abbie Trayler-Smith entame une collaboration avec elle et documente ses douze années suivantes,. 
Elle en tire un livre, Kiss it!, publié en 2023 chez la maison d'édition indépendante Gost Books. 

## Publication
- Abbie Trayler-Smith, Kiss It!, Gost, 2023 (ISBN 978-1-910401-95-8)

## Distinctions
- 2017 Taylor Wessing Prize at The National Portrait Gallery: 2e prix
- 2014 World Press Photo Awards : Portraits mis en scène, 2e prix[13]

## Expositions majeures
- 2014 World Press Photo Exhibition: Worldwide Tour[13]
- 2009 Still Human, Still Here, Host Gallery and St Martins-in-the-Field, London[7]